# Waaxens
Waaxens (westfriesisch Waaksens) ist ein kleines Dorf in der Gemeinde Noardeast-Fryslân in der niederländischen Provinz Friesland. Es befindet sich wie Brantgum und Foudgum auf dem Weg von Holwert nach Dokkum und hat 40 Einwohner (Stand: 1. Januar 2024).
Bis zur Gemeindereform von 1984 war Waaxens Teil von Westdongeradeel.
Auf der Terp von Waaxens steht eine Kirche aus dem 14. Jahrhundert, die von der Gotik beeinflusst ist.